# Bisdom Homa Bay
Het bisdom Homa Bay (Latijn: Dioecesis Homa Bayensis) is een rooms-katholiek bisdom met als zetel Homa Bay, in Kenia. Het bisdom is suffragaan aan het aartsbisdom Kisumu. 

## Geschiedenis
Het bisdom werd opgericht op 18 oktober 1993, uit delen van het bisdom Kisii.

## Parochies
Het bisdom had in 2021 een oppervlakte van 7.778 km2 en telde 3.005.000 inwoners waarvan 21,4% rooms-katholiek was.

## Bisschoppen
- Linus Okok Okwach (18 oktober 1993 - 20 februari 2002)
- Philip Arnold Subira Anyolo (22 maart 2003 - 15 november 2018)
- Michael Cornelius Otieno Odiwa (29 november 2020 - heden)

## Galerij van afbeeldingen

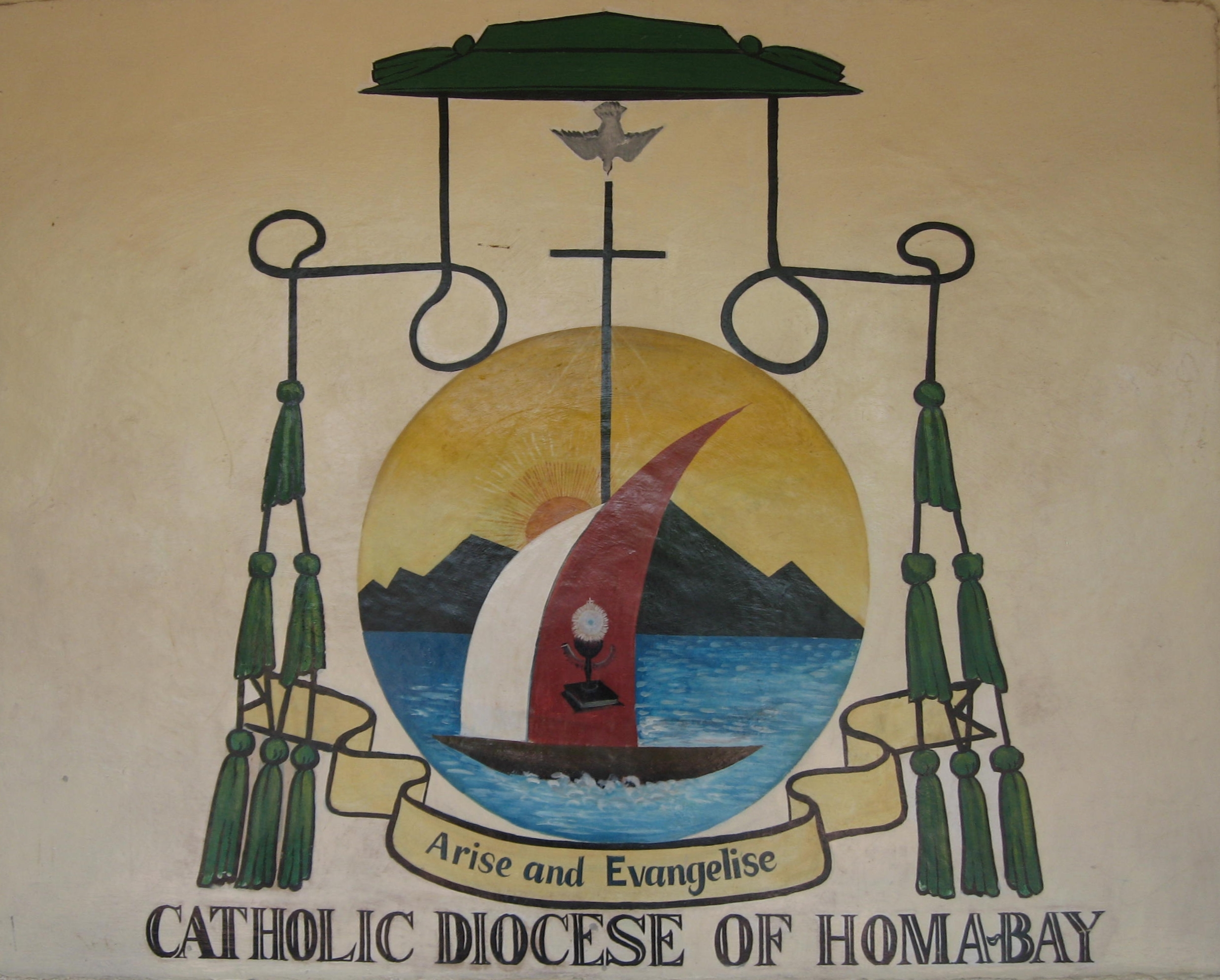
Wapen van het bisdom